# 3-й повітрянодесантний корпус (СРСР)
3-й повітрянодесантний корпус (3 ПДК) — повітрянодесантний корпус, військове об'єднання повітрянодесантних військ Радянського Союзу за часів Другої світової війни.

## Склад
До складу 3-го повітрянодесантного корпусу увійшли:
- управління;
- штаб;
- 5-та повітряно-десантна бригада (м. Первомайськ);
- 6-та повітряно-десантна бригада (м. Первомайськ);
- 212-та повітряно-десантна бригада (м. Вознесенськ);
- 4-й окремий танковий батальйон;
- окремий зенітно-артилерійський дивізіон;
- підрозділи забезпечення.

Крім того, передбачалось підпорядкувати управлінню корпусу такі частини:
- 250-й десантно-бомбардувальний авіаполк;
- 327-й десантно-бомбардувальний авіаполк;
- 719-й батальйон аеродромного забезпечення.

Проте через початок німецько-радянської війни вказані частини так і не були включені до складу корпусу.

## Командування
- Командир
  - генерал-майор Глазунов Василь Опанасович.
- Військовий комісар
  - полковий комісар Матвеєв Д. Т.
- Начальник штабу
  - підполковник Коссенюк Олександр Філімонович (загинув 09.08.1941)
  - капітан Соколов

## Герої корпусу
- Глазунов Василь Опанасович, генерал-майор, командир 3-го повітряно-десантного корпусу.
- Родимцев Олександр Ілліч, полковник, командир 5-ї повітряно-десантної бригади.
- Ватомов Яків Йосипович, сержант, командир відділення розвідувальної роти 212-ї повітряно-десантної бригади.
- Обухов Микола Феоктистович, червоноармієць, стрілець 212-ї повітряно-десантної бригади.
- Цибульов Олексій Іванович, єфрейтор, навідник гармати окремого зенітно-артилерійського дивізіону 5-ї повітряно-десантної бригади.

## Відео
- Освободители. Воздушный десант (рос.)